# 前向きスクリーム!
『前向きスクリーム!』（まえむきスクリーム）は、関ジャニ∞の楽曲。2015年8月5日にINFINITY RECORDSから33作目のシングルとして発売された。

## 概要
- 前作『強く 強く 強く』から約2か月振りのリリース。
- CDは初回限定盤、通常盤、期間限定キャンジャニ∞盤[注 3]の3形態で発売。
- 表題曲「前向きスクリーム!」は、夏にぴったりなハイテンションなお祭りソングとなっている[11]。
  - 同曲は、関ジャニ∞が出演する大塚製薬『オロナミンC』のCMソングである[10]。
  - 同曲の振付はラッキィ池田が担当した[12]。
- カップリング「CANDY MY LOVE」は、恋に恋する女子の切ない心を描いたミディアムバラードとなっている[13]。
  - 同曲は、キャンジャニ∞が出演するKing Japan『キャンディークラッシュソーダ』のCMソングである[14]。
  - 同曲は、キャンジャニ∞の楽曲であり、同曲をもってキャンジャニ∞がCDデビューを果たした[13]。
  - キャンジャニ∞の詳細は個別ページを参照。
- カップリング「夏の恋人」は、メンバーの丸山隆平が作詞を担当した楽曲である[15]。
  - 通常盤のみ収録[16]。
- 6thシングル「ズッコケ男道」をバンドアレンジしたものを一発録りした「ズッコケ男道 〜∞イッパツ録り編〜」をカップリングとして収録[10]。
  - 通常盤のみ収録[10]。
  - ライブ音源やリミックス音源を除き、自身の楽曲がシングルのカップリングとして再録されるのは初である。
- 初回限定盤・期間限定キャンジャニ∞盤には特典DVDを付属。
  - 初回限定盤には、表題曲｢前向きスクリーム!｣のミュージック・ビデオとメイキング映像、更に、上述「ズッコケ男道」のレコーディングの様子を収めた「『ズッコケ男道』 ∞イッパツ録り映像」を収録[10]。
  - 期間限定キャンジャニ∞盤には、カップリングである「CANDY MY LOVE by キャンジャニ∞｣ のミュージック・ビデオを収録[10]。
- 期間限定キャンジャニ∞盤のCDには、キャンジャニ∞がパーソナリティーを務めるラジオ番組を収録[17]。
- 本作の初回限定盤・期間限定キャンジャニ∞盤・通常盤をCDショップ対象店にていずれか1枚購入につき、オリジナルケースとオリジナルクリアファイルとオリジナルうちわのいずれかが当たる店頭抽選会が実施された[18]。
- 2024年1月1日、デビュー20周年を記念し、過去にリリースされた全楽曲が各種音楽ダウンロードサービス、サブスクリプションサービスで配信されることに伴い、表題曲「前向きスクリーム!」がベストアルバム『GR8EST』の収録曲およびシングル『Re:LIVE』の収録曲[注 4]、同年1月24日には同曲がアルバム『関ジャニ∞の元気が出るCD!!』の収録曲として配信開始され、同年1月31日には本作の全収録曲の配信も開始された[19][20][21]。

### 各形態概要
| 曲名                             | 形態 | 形態 | 形態 |
| 曲名                             | 初回 | 通常 | 期間 |
| -------------------------------- | ---- | ---- | ---- |
| CANDY MY LOVE                    | ○    | ○    | ○    |
| 夏の恋人                         | ×    | ○    | ×    |
| ズッコケ男道 〜∞イッパツ録り編〜 | ×    | ○    | ×    |

| 特典内容 | 形態                    |
| --- | ----------------------- |
| 店舗抽選会 - A賞：関ジャニ∞ケース or キャンジャニ∞ケース（全8種） - B賞：関ジャニ∞クリアファイル or キャンジャニ∞クリアファイル（全2種） - ∞賞：オリジナルうちわ | 全形態                  |
| 特典DVD（詳細は「#特典DVD」を参照） | 初回限定盤              |
| 特典DVD（詳細は「#特典DVD」を参照） | 期間限定キャンジャニ∞盤 |
| ∞（エイト）ステッカー | 通常盤（初回プレス分）  |

## 販売形態
- 発売日：2015年8月5日
  - 初回限定盤（JACA-5560~5561：CD+DVD）
  - 通常盤（JACA-5562：CD）
    - ∞（エイト）ステッカー封入（初回プレス盤のみ）

  - 期間限定キャンジャニ∞盤（JACA-5563~5564：CD+DVD）
- 発売日：2019年7月12日
  - 通常盤：十五催ハッピープライス盤（JSNC-1533：CD）
    - 自身の配信アプリ『関ジャニ∞アプリ』対応のため、15%オフでの再発売。
- 発売日：2024年1月31日
  - 配信作品
    - デビュー20周年を記念した音楽ダウンロードサービスおよびサブスクリプションサービスでの配信[19][20][21]。

## チャート成績

### シングルチャート順位
- オリコンチャート
  - 初週282,644枚を売り上げ、2015年8月17日付の「オリコン週間 CDシングルランキング」で週間1位を獲得した[2][3]。
    - 20作連続、通算28作目のシングル1位となった[2]。

  - 累計309,110枚を売り上げ、2015年8月度「オリコン月間 CDシングルランキング」で月間3位を獲得した[4]。
  - 累計315,682枚を売り上げ、2015年度「オリコン年間 CDシングルランキング」で年間21位を獲得した[5]。
- Billboard JAPAN
  - 2015年8月12日公開の「Billboard JAPAN Top Singles Sales」で週間1位を獲得した[7]。
  - 2015年度「Billboard Japan Top Singles Sales Year End」で年間5位を獲得した[8]。
    - 同チャートで自身のシングルがトップ5に入るのは、27thシングル『キング オブ 男!』以来6作振り、通算2作目である。

### 各曲チャート順位
- Billboard JAPAN
  - 2015年8月12日公開の「Billboard Japan Hot 100」で表題曲「前向きスクリーム!」が週間1位を獲得した[6]。
  - 2015年度「Billboard Japan Hot 100 Year End」で表題曲「前向きスクリーム!」が年間35位を獲得した[9]。

## 収録曲

### CD

#### 通常盤・初回限定盤・配信
※「夏の恋人」以降、通常盤・配信作品のみ収録。
1. 前向きスクリーム! - [4:28]
作詞：GAKU、渡辺潤平
作曲：GAKU
編曲：久米康嵩
  - 大塚製薬「オロナミンC」CMソング[10]
  - 44thシングル『Re:LIVE』通常盤にて、5人で再録したバージョンを収録[22]。
2. CANDY MY LOVE by キャンジャニ∞ - [4:14]
作詞・作曲：山崎隆明
編曲：大西省吾
  - King Japan『キャンディークラッシュ ソーダ』CMソング[14]
3. 夏の恋人 - [4:04]
作詞：丸山隆平
作曲：成瀬裕介
編曲：Peach
  - メンバーの丸山隆平が制作した楽曲。
4. ズッコケ男道 〜∞エイトイッパツ録り編〜 - [3:41]
作詞：上中丈弥
作曲：ピエール
編曲：Peach
  - 6thシングルのバンドバージョン
5. 前向きスクリーム! (オリジナル・カラオケ)
6. CANDY MY LOVE by キャンジャニ∞ (オリジナル・カラオケ)
7. Secret Talk - 丸山隆平・安田章大

#### 期間限定キャンジャニ∞盤（CD）
1. キャンジャニ∞の｢キャンディーアフタヌーン｣〜初めての冠番組♥
2. 前向きスクリーム!
3. キャンジャニ∞の｢キャンディーアフタヌーン｣〜まったりガールズトーク♪
4. CANDY MY LOVE by キャンジャニ∞
5. キャンジャニ∞の｢キャンディーアフタヌーン｣〜淋しいけどエンディング

### 特典DVD

#### 初回限定盤（特典DVD）
| #         | タイトル                            | 作詞  | 作曲・編曲 | 時間 |
| --------- | ----------------------------------- | ----- | ---------- | ---- |
| 1.        | 「前向きスクリーム!」(Music Clip)   |       |            | 4:27 |
| 2.        | 「前向きスクリーム!」(Making)       |       |            | 7:28 |
| 3.        | 「ズッコケ男道」(∞イッパツ録り映像) |       |            | 4:48 |
| 合計時間: | 合計時間:                           | 16:43 |            |      |

#### 期間限定キャンジャニ∞盤（特典DVD）
| #         | タイトル                                       | 作詞 | 作曲・編曲 | 時間 |
| --------- | ---------------------------------------------- | ---- | ---------- | ---- |
| 1.        | 「CANDY MY LOVE by キャンジャニ∞」(Music Clip) |      |            | 4:27 |
| 合計時間: | 合計時間:                                      | 4:27 |            |      |

## 楽曲提供者
※全て通常盤のみ収録。

### アーティスト作
- 上中丈弥（THE イナズマ戦隊）
  - 「ズッコケ男道 〜∞エイトイッパツ撮り編〜」（作詞）

### メンバー作
- 丸山隆平
  - 「夏の恋人」（作詞）

## 参加ミュージシャン
※アルバム『関ジャニ∞の元気が出るCD!!』のクレジットより。
前向きスクリーム!
- E.Bass：前原利次
- E.Guitar / all other instruments：久米康嵩

## 収録作品

### アルバム
前向きスクリーム!
- 8thアルバム『関ジャニ∞の元気が出るCD!!』
- 2ndベストアルバム『GR8EST』

※201∞限定盤の特典CDにはメドレーの1曲として収録。
- 配信限定アルバム『関ジャニ∞のいろは』

※5人の再録バージョンおよび1ハーフバージョンを収録。
- 配信限定アルバム『関ジャニ∞のいろは2023』

※5人の再録バージョンおよび1ハーフバージョンを収録。

### シングル
前向きスクリーム!
- 38thシングル『なぐりガキBEAT』（初回限定盤）

※リミックス音源を収録。
- 44thシングル『Re:LIVE』（通常盤）

※5人の再録バージョンを収録。

### 映像作品

#### ライブ映像
前向きスクリーム!
- 13thライブDVD/Blu-ray『関ジャニ∞リサイタル お前のハートをつかんだる!!』
- 14thライブDVD/Blu-ray『関ジャニ∞の元気が出るLIVE!!』
- 15thライブDVD/Blu-ray『関ジャニ∞リサイタル 真夏の俺らは罪なヤツ』
- 16thライブDVD/Blu-ray『関ジャニ'sエイターテインメント』
- 17thライブDVD/Blu-ray『関ジャニ'sエイターテインメント ジャム』
- 18thライブDVD/Blu-ray『関ジャニ'sエイターテインメント GR8EST』
- 19thライブDVD/Blu-ray『十五祭』
- V.A.ライブDVD/Blu-ray『Johnny's Festival 〜Thank you 2021 Hello 2022〜』
- 21stライブDVD/Blu-ray『KANJANI∞ STADIUM LIVE 18祭』

※初回限定盤Aの特典DVD/Blu-rayにも収録。
- 22ndライブBlu-ray/DVD『KANJANI∞ DOME LIVE 18祭』
- 23rdライブBlu-ray/DVD『超ARENA TOUR 2024 SUPER EIGHT』（完（CAN）全生産限定盤 特典Blu-ray/DVD）
- 24thライブBlu-ray/DVD『超DOME TOUR 二十祭』

CANDY MY LOVE
- 14thライブDVD/Blu-ray『関ジャニ∞の元気が出るLIVE!!』
- 16thライブDVD/Blu-ray『関ジャニ'sエイターテインメント』（Blu-ray盤 特典Blu-ray）

※関ジャニ∞として披露。
- 21stライブDVD/Blu-ray『KANJANI∞ STADIUM LIVE 18祭』

夏の恋人
- 14thライブDVD/Blu-ray『関ジャニ∞の元気が出るLIVE!!』

#### ミュージック・ビデオ
前向きスクリーム!
- 2ndベストアルバム『GR8EST』（完全限定豪華盤 特典DVD）

CANDY MY LOVE
- 13thライブDVD/Blu-ray『関ジャニ∞リサイタル お前のハートをつかんだる!!』

※会場ビジョンで同曲のMVが流された。
- 2ndベストアルバム『GR8EST』（完全限定豪華盤 特典DVDめ